# Theta Hydri
Theta Hydri (51 Hydri) é uma estrela na direção da constelação de Hydrus. Possui uma ascensão reta de 03h 02m 15.40s e uma declinação de −71° 54′ 09.0″. Sua magnitude aparente é igual a 5.51. Considerando sua distância de 525 anos-luz em relação à Terra, sua magnitude absoluta é igual a −0.52. Pertence à classe espectral B8III/IV.